# Klaus Teuber
Klaus Teuber (Rai-Breitenbach, Odenwald, Alemania, 25 de junio de 1952-1 de abril de 2023) fue un diseñador de juegos de mesa alemán, conocido por ser el creador del popular Los Colonos de Catán.

## Biografía
Ganó cuatro veces el premio Spiel des Jahres, por los juegos Los Colonos de Catán, Barbarroja, Drunter und Drüber y Adel Verpflichtet. Se retiró de su profesión como protésico dental para convertirse a tiempo completo en diseñador de juegos en 1999. 
Desde 2007 vivía en Darmstadt con su esposa Claudia, con quien tuvo dos hijos, Guido y Benny. Falleció el 1 de abril de 2023 tras una enfermedad breve y severa.

## Juegos creados

### Juegos de mesa
- Saga original de Los Colonos de Catán:
  - El juego básico.
    - Ampliación 5 y 6 jugadores para el juego básico
    - Navegantes de Catán (Expansión y Ampliación 5 y 6 jugadores).
    - Ciudades y Caballeros de Catán (Expansión y Ampliación 5 y 6 jugadores).
    - Mercaderes y Bárbaros (Expansión y Ampliación 5 y 6 jugadores).
    - Mapas y Mini-Expansiones sueltas.

- Subproductos de Los Colonos de Catán:
  - Juego de dados de Colonos de Catán.
  - Juego de cartas de Colonos de Catán.
    - Trade & Change (Comercio y Cambio).
    - Science & Progress (Expansión).
    - Knight & Merchants (Expansión).
    - Wizard & Dragons (Expansión).
    - Politcs & Intrigue (Expansión).
    - Künstler & Wohltäter (Expansión).
    - Goud & Piraten (Expansión).

  - Catan 3D.Edición Coleccionista.
  - Candamir: El Primer Asentamiento.
  - Elasund: La Primera Ciudad.
  - Catan Junior
  - Kids of Catan
  - Edición Rockman
  - The Settlers of Zarahemla
  - The Settlers of the Stone Age
  - The Starfarers of Catan
  - Starship Catan
  - Luchas por Roma
  - Alejandro Magno
  - Troya
  - El agua de la vida
  - Los colonos de Núremberg
  - Paper & Pencil
  - Los colonos de Canaan, con tema bíblico.

- Saga Anno:
  - Anno 1503
  - Anno 1503 - Aristokraten und Piraten
  - Anno 1701: Das Brettspiel
  - Anno 1701: Das Kartenspiel

- Löwenherz (alias Domaine)
- Entdecker
- Drunter und Drüber
- Adel Verpflichtet, (llamado Hoity Toity en los Estados Unidos)
- Barbarroja
- Pop Belly Pigs (Kids Game), página externa con imágenes del juego, en inglés.
- Älpler-Stafette
- Astérix et les Romains
- Atlantis: Szenarien & Varianten zu Die Siedler von Catan
- Bakschisch
- Brummi
- Chip-Chip Hurra
- Domaine
- Drunter und Drüber
- Einfalls-Pinsel
- Entdecker
- Fliegende Holländer
- Galopp Royal
- Gnadenlos!
- Hallo Dachs!
- Hoity Toity
- Im Reich der Jadegöttin
- Im Reich der Wüstensöhne
- Licht und Schatten
- Löwenherz
- Oceania
- Phantasia in Kinderhand
- Rabatz auf dem Riesenrad
- Ritter von der Haselnuss
- Speedy Delivery
- Steiff-Spiel
- Timberland
- Tintenherz
- Vernissage
- Verrückte Tiere

### Otros juegos
- Catan das Kartenspiel CD-Rom, Juego para Ordenador de los Colonos de Catán
- Catan Universe